# Discriminare
Discriminarea este o acțiune care presupune un tratament diferit, nedrept față de persoane din cauza apartenenței lor la un anumit grup social. Există mai multe forme de comportamente discriminatorii, dar toate au comun faptul că implică o anumită formă de excludere sau de respingere.
În majoritatea țărilor democratice există legi împotriva discriminării, iar egalitatea de tratament este în general garantată de Constituție. Cu toate acestea, fenomenele de discriminare există și în absența unor legi pro-discriminare, și împotriva eforturilor legislative de combatere a fenomenului.
Printre cele mai frecvente fenomene de discriminare se află: discriminarea pe criterii de vârstă, de avere, de convingeri politice, de naționalitate, de rasă, de sex, de religie, de orientare sexuală etc.

## Definiții
În sociologie, termenul "discriminare" este tratamentul defavorabil al unui individ sau al unui grup de indivizi bazat pe apartenența lor la o anumită "clasă" sau "categorie". Discriminarea se referă la comportamentul pe care o persoană, o instituție sau un grup de persoane îl au împotriva membrilor respectivei clase sau categorii. Poate implica excluderea sau limitarea accesului membrilor grupului de persoane discriminat de la exercițiul anumitor drepturi și șanse care altfel sunt disponibile celorlalte grupuri sociale. Filosofii morali l-au definit ca fiind un tratament sau o atenție defavorabilă. Aceasta este o definiție comparativă. Un individ nu trebuie neapărat să fie lezat pentru a fi discriminat. El sau ea trebuie doar să fie tratați mai rău decât alții pentru anumite motive arbitrare, pentru a fi discriminați. Ca exemplu, dacă cineva decide să doneze pentru a ajuta copiii orfani, dar decide să doneze mai puțin, să spunem, pentru un copil negru dintr-o atitudine rasistă, donatorul va acționa în mod discriminatoriu, chiar dacă îi ajută cu bani.
În conformitate cu definiția Națiunilor Unite, "comportamentele discriminatorii pot lua multe forme, dar toate implică o anume formă de excludere sau respingere sau de tratament inegal". În multe țări au existat și încă există chiar legi discriminatorii.

### În România
În România, potrivit legii nr. 324 din 14 iulie 2006, prin "discriminare" se înțelege orice deosebire, excludere, restricție sau preferință, pe bază de rasă, naționalitate, etnie, limbă, religie, categorie socială, convingeri, sex, orientare sexuală, vârstă, handicap, boală cronică necontagioasă, infectare HIV, apartenență la o categorie defavorizată, precum și orice alt criteriu care are ca scop sau efect restrângerea, înlăturarea recunoașterii, folosinței sau exercitării, în condiții de egalitate, a drepturilor omului și a libertăților fundamentale sau a drepturilor recunoscute de lege, în domeniul politic, economic, social și cultural sau în orice alte domenii ale vieții publice.

## Formele discriminării

### Discriminarea directă
Discriminarea directă are loc atunci când o persoană este tratată într-un mod mai puțin favorabil decât o altă persoană care a fost, este sau ar putea fi într-o situație comparabilă, iar diferența de tratament are la bază oricare criteriu de discriminare prevăzut de legislația în vigoare. Acest tip de discriminare poate izvorî din prevederile legii, altor acte juridice sau din comportamentul real față de grupul social vizat.

### Discriminarea indirectă
Discriminarea indirectă survine atunci când o prevedere, un criteriu, o practică aparent neutră dezavantajează anumite persoane, pe baza criteriilor prevăzute de legislația în vigoare, cu excepția cazurilor în care aceste prevederi, criterii sau practici sunt justificate obiectiv de un scop legitim, iar metodele de atingere a acelui scop sunt adecvate și necesare. De asemenea, discriminarea indirectă este orice comportament activ sau pasiv care, prin efectele pe care la generează, favorizează sau defavorizează nejustificat, supune unui tratament injust sau degradant o persoană, un grup de persoane sau o comunitate față de altele care se află în situații egale.

### Discriminarea multiplă
Discriminarea multiplă survine atunci când o persoană sau un grup de persoane sunt tratate diferențiat, într-o situație egală, pe baza a două sau a mai multor criterii de discriminare, cumulativ.
Oamenii au identități multiple și fac parte simultan din mai multe grupuri sociale. Apartenența simultană la mai multe grupuri poate crește vulnerabilitatea persoanelor respective în fața discriminării.

### Hărțuirea
Hărțuirea reprezintă orice comportament care duce la crearea unui cadru intimidant, ostil, degradant ori ofensiv, pe criteriu de rasă, naționalitate, etnie, limbă, religie, categorie socială, convingeri, gen, orientare sexuală, apartenență la o categorie defavorizată, vârstă, handicap, statut de refugiat ori azilant sau orice alt criteriu.

### Victimizarea
Victimizarea reprezintă orice tratament advers, venit ca reacție la o plângere sau acțiune în instanță sau la instituțiile competente, cu privire la încălcarea principiului tratamentului egal și al nediscriminării.
Femeia face parte din categoriile de victime cu cel mai mare grad de vulnerabilitate victimală, în special în cazurile de violență în familie. Victimele de sex feminin, în general, sunt stăpânite de sentimentul fricii, rezultată din intimidările sau agresiunile suferite care determină, de regulă, acceptarea efectului victimal. Dintre formele de victimizare a femeii cele mai grav întâlnite sunt: amenințarea, maltratarea, violul din cauze multiple: infidelitate, gelozie, alcoolism, soțul bolnav psihic etc.
Copiii, la fel, pot avea o vulnerabilitate deosebită din cauza vârstei. Ei pot fi ușor antrenați în acțiuni victimizante pentru ei, pot fi înșelați cu promisiuni sau recompense, mințiți, constrânși să comită acte ale căror consecințe negative pentru ei și pentru alții nu le pot prevedea. O formă specifică de victimizare a minorilor este bătaia, considerată de unii o soluție extremă de autoritate și sancționare.
O altă categorie vulnerabilă o reprezintă persoanele vârstnice. Procesul de victimizare poate sa apară în cadrul mediului familial, agresori fiind rudele sau persoanele care îngrijesc bătrânii, sau în afara acestuia, agresori fiind infractorii. Aceștia din urmă, profitând de capacitatea redusă a bătrânilor de a se apăra, și de unele caracteristici psihocomportamentale specifice (credulitate, neglijență, uitare, confuzie), pot comite acte infracționale mult mai ușor (furt, agresiunea fizică sau psihică, exploatarea prin muncă, exploatarea financiară, privarea de hrană, tratament medical, izolarea de societate etc).

### Dispoziția de a discrimina
Dispoziția sau ordinul de a discrimina este considerată a fi tot o formă de discriminare și reprezintă un ordin primit de o persoană sau un grup de persoane de la o altă persoană sau grup de persoane pentru a discrimina.

## Discriminare rasială și etnică

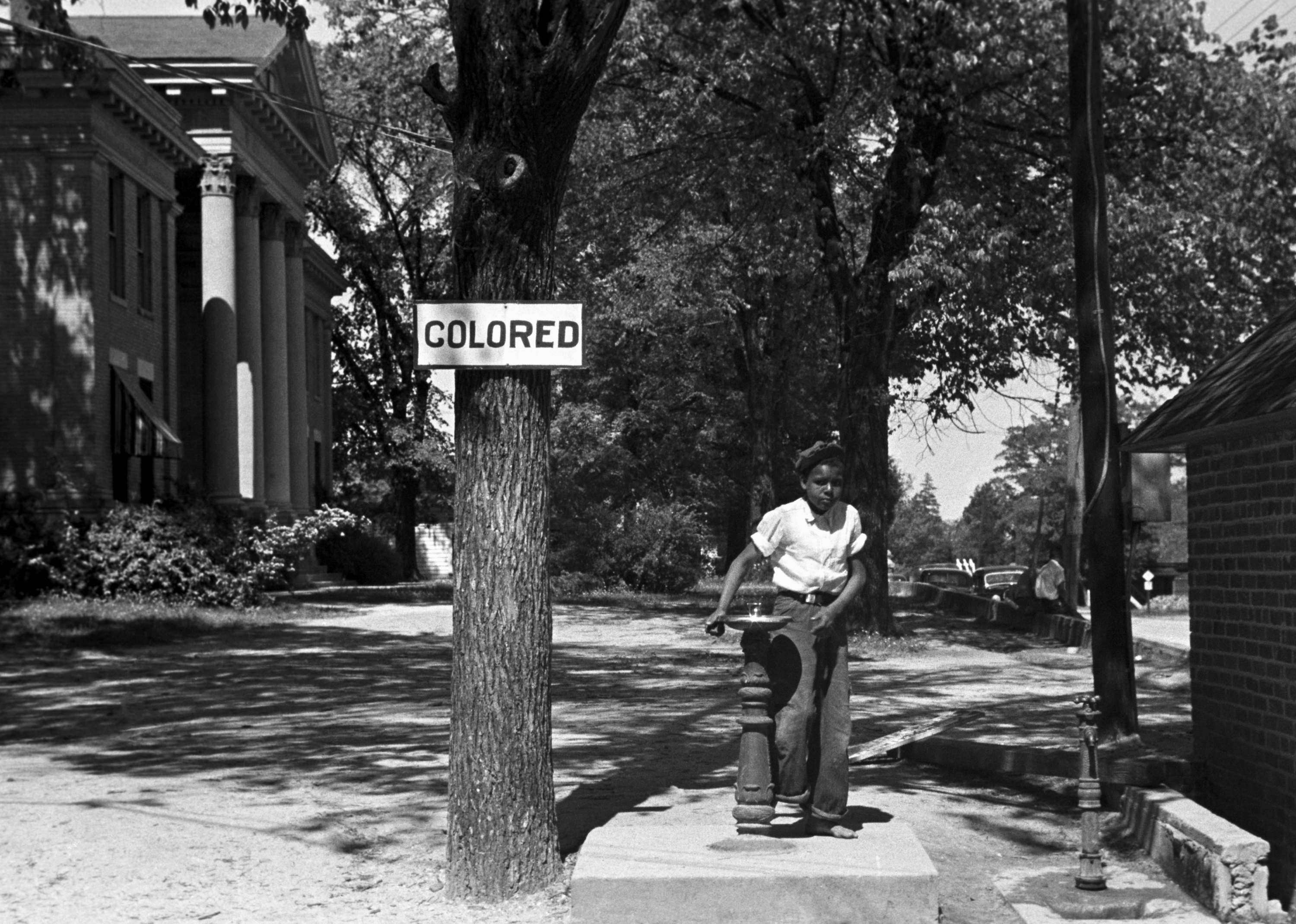
Un copil afro-american bea de la o cișmea rezervată negrilor, pe gazonul Tribunalului din Carolina de Nord, anul 1938.

Discriminare rasială diferențiată între indivizi, pe bază de rasă a fost politica oficială a guvernului în mai multe țări, precum Africa de Sud în epoca apartheid, și Statele Unite ale Americii, înaintea Războiului de Secesiune. Încă din timpul Războiului Civil American, termenul de "discriminare", în general, a evoluat în limba engleză americană fiind utilizat ca si tratament defavorabil al unui individ - termenul referindu-se inițial numai la Înțelesul de rasă, mai târziu generalizându-se ca membru într-un anumit grup social sau categorie socială nedorită.

### În SUA
Încă din 1865, Civil Rights Act („Legea Drepturilor Civile”) a oferit un remediu pentru discriminarea rasială intenționată la ocuparea forței de muncă de către angajatorii privați și de stat.
Civil Rights Act din 1871 se aplică la locurile de muncă publice sau la ocuparea forței de muncă care implică acțiuni de stat și interzice privarea de drepturile garantate prin constituția sau legea federală. Titlul VII este principala reglementare federală cu privire la discriminarea la angajare și interzice discriminarea ilegală a ocupării forței de muncă de către angajatorii publici și privați, de către organizațiile de muncă, de programele de formare și agenții de angajare bazată pe rasă sau culoare, religie, sex, și origine națională.
Titlul VII interzice, de asemenea represaliile împotriva oricărei persoane pentru că se opune unei practici interzise prin lege, sau pentru că exercită o responsabilitate, care depune mărturie, care asistă sau participă la o procedură în temeiul legii. Civil Rights Act din 1991 a extins cazurile de daune disponibile din titlul VII și a adăugat că reclamanții au dreptul la un proces cu juriu. Titlul VII prevede, de asemenea, că discriminarea pe baza rasei și culorii unui individ este interzisă.

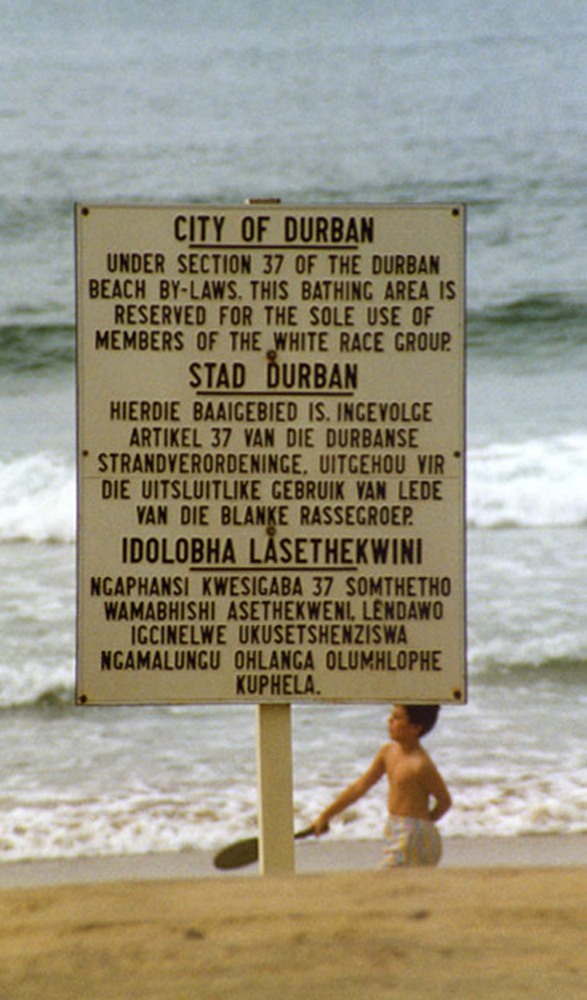
Un semn rasiste pe o plajă (1989)

În cadrul sistemului de justiție penală, în unele țări occidentale, minoritățile sunt condamnate și închise în mod disproporționat în comparație cu albii. În 1998, aproape unul din trei bărbați negri cu vârste cuprinse între 20-29 au fost în închisoare sau reținuți pe o perioadă determinată sau eliberați condiționați în Statele Unite. Baștinașii minoritari, ce reprezintă aproximativ 2% din populația Canadei, ocupă 18% din populația închisorilor federale începând cu anul 2000. Potrivit guvernului australian, publicarea în iunie 2006 a statisticilor închisorilor, populațiile indigene alcătuiesc 24% din totalul deținuților în Australia.
În 2004, maori care constituie doar 15% din populația totală a Noii Zeelande, reprezintau 49,5% din deținuți. Maori intrați în închisoare reprezintă un raport de 8 ori numărul de nemaori. Un sfert din populația penitenciarelor din Anglia este de minoritate etnică. Comisia Egalității și Drepturilor Omului a constatat că de cinci ori mai mulți negri decât albi pe cap de locuitor în Anglia și Țara Galilor sunt închiși. Experții și politicienii au spus că suprareprezentarea bărbaților negri a fost rezultatul a zeci de ani de prejudecăți rasiale în sistemul de justiție penală.

### În România
După Revoluția din 1989, România a adoptat o serie de acte legislative care să apere interesele minorităților împotriva discriminării. De exemplu, Legea nr.148/2000 privind publicitatea, Legea nr. 215/2001 privind organizarea si funcționarea administrației publice locale, Hotărârea nr. 1206/2001 pentru aprobarea Normelor de aplicare a dispozițiilor privitoare la dreptul cetățenilor aparținând unei minorități naționale de a folosi limba maternă în administrația publică locală, cuprinse in Legea administrației publice locale nr. 215/2001, Legea nr. 416/2001 - venitul minim garantat, Legea nr. 705/2001 privind sistemul național de asistență socială, Legea nr. 116/2002 cu privire la prevenirea și combaterea marginalizării sociale, Hotărârea Guvernului nr. 829/2002 privind Planul Național antisărăcie si promovare a incluziunii sociale.

## Discriminare pe bază de sex sau orientare sexuală
Deși sexismul se referă la credințele și atitudinile în raport cu sexul unei persoane, astfel de convingeri și atitudini sunt de natură socială și în mod normal nu au consecințe juridice. Discriminarea pe criteriul de sex, pe de altă parte, poate avea consecințe juridice.
Deși ceea ce constituie discriminare de gen variază de la țară la țară, esența este că aceasta este o acțiune ostilă inițiată de o persoană împotriva altei persoane, acțiune care nu ar fi avut loc dacă persoana ar fi avut alt sex. Discriminarea de această natură este considerată o formă de prejudecată și, în circumstanțe specifice, este ilegală în multe țări, inclusiv în România (legea nr. 202/2002 privind egalitatea de șanse și de tratament între femei și bărbați, actualizată în 2015, în vederea eliminării tuturor formelor de discriminare bazate pe criteriul de sex, în toate sferele vieții publice din România).
Discriminarea sexuală poate apărea în diferite contexte. De exemplu, un angajat poate fi discriminat prin a-i pune întrebări discriminatorii în timpul unui interviu de angajare, sau pentru că un angajator nu a angajează, nu promovează sau concediază pe nedrept un angajat pe baza de sex, sau angajatorii plătesc inegal în funcție de sex.
În domeniul educațional s-ar putea susține că un student a fost exclus de la o instituție de învățământ, program, șansă, împrumut, grup de studenți, burse pe motiv ca ar fi băiat sau fată. În domeniul imobiliar o persoană ar putea fi refuzată la negocierile pentru închirierea unei locuințe sau obținerea unui împrumut datorită sexului. Un alt cadru în care au existat discriminări de sex este cel bancar; de exemplu, în cazul în care cuiva îi este refuzat un credit sau îi sunt oferite condiții de împrumut inegale în funcție de sex.
Un alt cadru în care exista discriminări de sex este, de obicei, atunci când cuiva îi este refuzată prelungirea creditului, i-a fost refuzată aprobarea creditului, sau i s-au pus condiții inegale în funcție de sex.
Social, diferențele sexuale au fost folosite pentru a justifica roluri diferite pentru bărbați și femei, în unele cazuri dând naștere pretențiilor de rol principal și secundar.
Deși există presupuse diferențe non-fizice între bărbați și femei, revizuiri majore ale literaturii academice pe diferența între femei și bărbați vom găsi doar o minusculă minoritate de caracteristici în care există diferențe psihologice constante între bărbați și femei, și acestea se referă direct la experiențele întemeiat pe diferența biologică. Cu toate acestea, există, de asemenea, unele diferențe psihologice în ceea ce privește modul în care problemele sunt tratate, percepțiile și reacțiile emoționale și care se pot referi la hormoni și la caracteristicile de succes ale fiecărui sex ceea ce denotă un stil de viață primitiv.
Discriminarea, de obicei, urmează stereotipurilor de sex deținute de o societate.
Organizația Națiunilor Unite a ajuns la concluzia că femeile se lovesc în experiență adesea de un "plafon de sticlă", și că există societăți în care femeile se bucură de aceleași șanse ca și bărbații. Termenul de "plafon de sticlă" este folosit pentru a descrie o barieră percepută la avansarea în ocuparea forței de muncă bazate pe discriminare, în special discriminare de sex.
În Statele Unite în 1995, Comisia Glass Ceiling, un finanțator de grup guvernamental, a declarat: "Peste jumătate din mastere, toate sunt acum acordate femeilor, dar 95% la nivelul de conducere de nivel superior, din top Fortune 1000 industrial si 500 din companiile de servicii sunt bărbați. Dintre acestea, 97% sunt de culoare albă." În raportul său, a recomandat acțiune afirmativă: luarea în considerare a sexului și rasei angajatului în deciziile de angajare și promovare, ca un mijloc pentru a pune capăt acestei forme de discriminare. În 2008, femeile reprezentau 51% din totalul lucrătorilor din managementul înalt profesional precum și în ocupațiile asociate. Ele depășesc numeric bărbații în ocupații precum manageri de relații publice, directori financiari și resurse umane.
China Headhunter , Chinahr.com, a raportat în 2007 că salariul mediu pentru bărbații-guler alb a fost de 44000 de yuani (6.441 dolari), comparativ cu 28,700 de yuani (4.201 dolari) pentru femei.
Compania PwC de cercetare a constatat că printre FTSE 350 de companii în Regatul Unit, în 2002, aproape 40% din posturile de conducere superioară au fost ocupate de femei. Când cercetarea a fost repetată în 2007, numărul de posturi de conducere deținute de femei a scăzut la 22%.
Transexualii, deopotrivă masculini și feminini, au probleme în găsirea unui loc de muncă, sunt izolați social și ocazional suferă atacuri violente. Cu toate acestea, problema de discriminare de sex nu se oprește la persoanele transexuale sau la femei. Bărbații sunt de multe ori victima în anumite zone ale ocupării forței de muncă pentru ca sunt bărbați, cînd încep să caute de lucru în secretariat și îngrijirea copiilor, munci tradițional percepute ca "locuri de muncă ale femeilor". O astfel de situație pare a fi evidentă într-un caz recent privind presupusa discriminare YMCA și un caz a Curții Federale din Texas.  Cazul implică de fapt o presupusă discriminare împotriva atât a bărbaților, cât și a negrilor în îngrijirea copiilor, chiar și atunci când trec aceleași teste stricte de fond și alte standarde de angajare. Acest caz a fost susținut în fața instanței federale, în toamna anului 2009, și aruncă o lumină asupra modului în care un loc de muncă dominat de o majoritate (femei în acest caz), va "justifica" uneori tot ceea ce doresc să facă, indiferent de lege. Acest efort se face, poate pentru auto-protecție, pentru a menține rolurile tradiționale ale societății, sau pentru alte raționamente defecte, imorale sau ilegale care aduc prejudicii.
Acțiune afirmativă în Statele Unite ar putea duce, de asemenea, că și bărbații albi pot fi discriminați la angajare într-un post entry level sau o poziție de guler albastru. În anumite cazuri, un angajator poate să refuze de la angajarea un bărbat alb, cu aceleași referințe "pe hârtie" de calificare ca o femeie sau solicitant minoritar. Dacă ghidul de angajare nu a fost respectat, un angajator se poate confrunta urmăririi penale. 

### În România
Discriminarea există, în funcție de domeniu, atât în defavoarea femeilor cât și în defavoarea bărbaților. Cele mai întâlnite forme de discriminare sunt:
- Sexismul cu privire la relațiile de muncă
- Sexism în România cu privire la încredințarea minorilor

## Legislație antidiscriminare

### În lume
- Australia - Sex Discrimination Act (1984)
- Canada - Ontario Codul Drepturilor Omului (1962) - Legea canadiană a Drepturilor Omului (1977)
- Hong Kong - Ordonanța Discriminării Sexuale (1996)
- Marea Britanie - Egal Pay Act 1970 - prevede salariu egal pentru munca comparabilă - Legea Discriminării Sexuale din (1975) - Legea Drepturilor Omului (1998)

### Statele Unite ale Americii
- Egal Pay Act din 1963 [30] - (o parte din Muncii Fair Standardele Act) - interzice discriminarea salarială bazată pe sex de către angajatori și organizațiile de muncă
- Titlul VII din Legea drepturilor civile din 1964 [31] - în general interzice discriminarea la locul de muncă, inclusiv angajarea, concedierea, reducerea forței de muncă, beneficiile, hărțuirea și comportamentul sexual
- Legea Discriminării femeilor însărcinate , care a modificat titlul VII din Legea drepturilor civile din 1964 - se referă la discriminarea bazată pe sarcină la locul de muncă [32]

### În România
- Ordonanța Guvernului nr. 137/2000 privind prevenirea si sancționarea tuturor formelor de discriminare
- Legea nr. 48/2002 pentru aprobarea O.G. nr. 137/2000 privind prevenirea si sancționarea tuturor formelor de discriminare
- HOTĂRÂRE nr. 1.194 din 27 noiembrie 2001 privind organizarea si funcționarea Consiliului Național pentru Combaterea Discriminării
- Hotărâre nr. 1.258 din 13 august 2004 privind aprobarea Planului național de acțiune pentru combaterea discriminării
- Legea nr. 324 din 14 iulie 2006 pentru modificarea si completarea Ordonanței Guvernului nr. 137/2000 privind prevenirea si sanctionarea tuturor formelor de discriminare
- Legea nr. 27/2004 privind aprobarea Ordonantei Guvernului nr. 77/2003 pentru modificarea si completarea Ordonanței Guvernului nr. 137/2000 privind prevenirea si sancționarea tuturor formelor de discriminare
- Instrucțiunea CNCD, nr. 1 din 5 martie 2003
- Ordonanța Guvernului nr. 77/2003 pentru modificarea O.G. nr. 137/2003

Alte referinte de ordin general apar in:
- Constituția României (art. 4, art. 16, art.26 )
- Codul Muncii (art.5)
- Codul Civil al României (art.998 - 999)
- Codul Penal al României (art. 247, art. 317)

## Discriminarea bazată pe castă
Potrivit UNICEF și Human Rights Watch, discriminarea de castă afectează un procent estimat de 250 milioane de persoane în întreaga lume. Discriminarea pe motive de castă, așa cum sunt percepute de către UNICEF, este răspândită mai ales în unele părți din Asia (India, Sri Lanka, Bangladesh, Nepal, Japonia) și Africa.

## Discriminarea la locul de muncă
Discriminarea la locul de muncă se referă la interzicerea anumitor persoane să aplice și să primească anumite locuri de muncă pe baza de rasă, vârstă, sex, religie, înălțime, greutate, naționalitate, handicap, orientare sexuală sau identitatea de gen. În relația cu sociologia, discriminările la angajare, de obicei, se referă la ce evenimente se întâmplă în societate la momentul respectiv. De exemplu, în anii 1950-1960 părea ridicol să se angajeze un bărbat afro-american și absolut nemaiauzit de a se angaja o femeie afro-americană în multe slujbe din SUA. Cu toate acestea, astăzi în societatea noastră, este norma absolută de a angaja orice persoană calificată.
Discriminarea la locul de muncă s-a redus enorm comparativ cu anii anteriori. Acest lucru se datorează unor legi care interzic discriminarea în relațiile de muncă. În societatea noastră de astăzi, toată lumea este obligată să trateze toate tipurile diferite de oameni la fel și să le acorde aceleași șanse. Dacă un angajator încalcă aceste reguli, el poate fi acționat în justiție pentru motive de discriminare.

### În lume
- Legi federale americane care protejează împotriva:
  - Rasei, culorii și discriminării de origine etnică includ Legea Drepturilor Civile din 1964, Ordinul Executiv Numărul 11478 printre numeroase alte legi care protejează oamenii de rasă, culoare și discriminare de origine națională.
  - Sexismului includ Legea Drepturilor civile din 1964 și Equal Pay Act din 1963.
  - Discriminarea de vârstă include Legea din 1967, Discriminarea bazată pe vârstă în ocuparea forței de muncă.
  - Discriminarea psihică și fizică este inclusă în Legea Americanilor cu Dizabilități - 1990.
  - Discriminare pe motive religioase inclusă Civil Rights Act din 1964.
  - Discriminarea militară include Asistența de Readaptare a Veteranilor din Vietnam - Legea din 1974
- Cele mai multe alte națiuni occidentale au legi similare, protejarea acestor grupuri.

### În România
Principalele legi care protejează discriminarea la locul de muncă sunt:
- Legea nr.202/2002 privind egalitatea de șanse între femei si bărbați
- Ordonanța de urgență nr. 96 din 14 octombrie 2003 privind protecția maternității la locurile de muncă
- Hotarârea de Guvern nr. 967/1999 privind constituirea si functionarea Comisiei consultative interministeriale în domeniul egalitatii de sanse între femei si barbati (CODES)
- Hotarârea de Guvern nr. 1273/2000 privind planul național de acțiune pentru egalitatea de șanse între femei si bărbați

## Discriminare pe bază de orientare sexuală

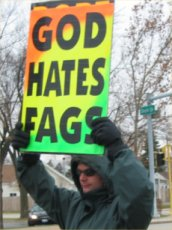
Homofobie

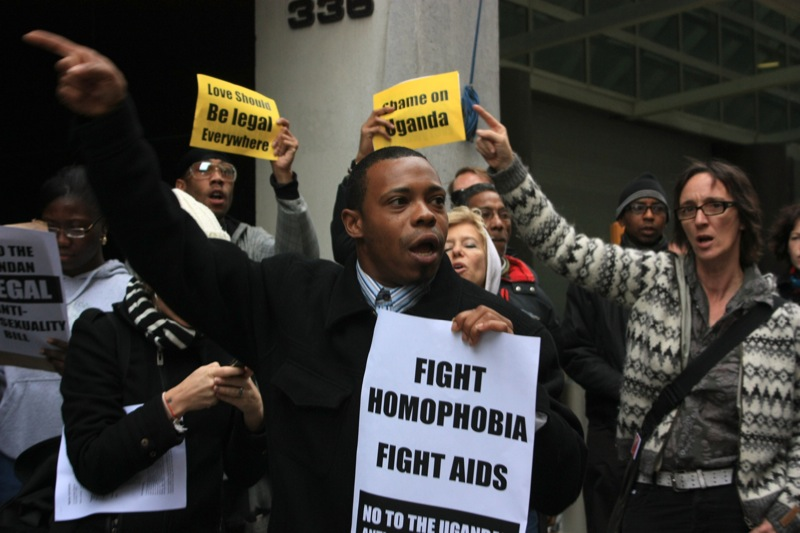
Proteste în New York împotriva Legii Anti-Homosexualitate din Uganda

A se vedea: heterosexismul, heteronormativity și homofobia
În 2009, ILGA a publicat un raport pe baza cercetărilor efectuate de către Daniel Ottosson de la Colegiul Universitar Södertörn, Stockholm, Suedia. Aceasta cercetare a constatat că din 80 de țări din întreaga lume care continuă să considere homosexualitatea ilegală, cinci efectuau pedeapsa cu moartea pentru activitatea homosexuală și două nu în unele regiuni ale țării. În raport, acest lucru este descris ca "sponsorizată homofobie de stat". Acest lucru se întâmplă în statele islamice, și în două regiuni aflate sub autoritate islamică.
La data de 05 februarie 2005 a fost emis de IRIN raportul intitulat "Irak: homosexualitatea masculină încă un tabu." Articolul a afirmat, printre altele, că crimele de onoare de către irakieni împotriva unui membru al familiei gay sunt comune și având în vedere o anumită protecție legală. În luna august 2009 Human Rights Watch a publicat un raport detaliat detaliind tortura bărbaților acuzați de a fi gay din Irak, inclusiv blocarea anusului bărbaților cu lipici și dându-le apoi laxative.
Africa de Sud are una dintre cele mai progresiste constituții, dar căsătoriile de același sex sunt adesea criticate ca "ne-africane."  Cercetarile arată ca 86% din lesbienele negre din Western Cape trăiesc cu teama de agresiune sexuală.

## Discriminare pe bază de limbă

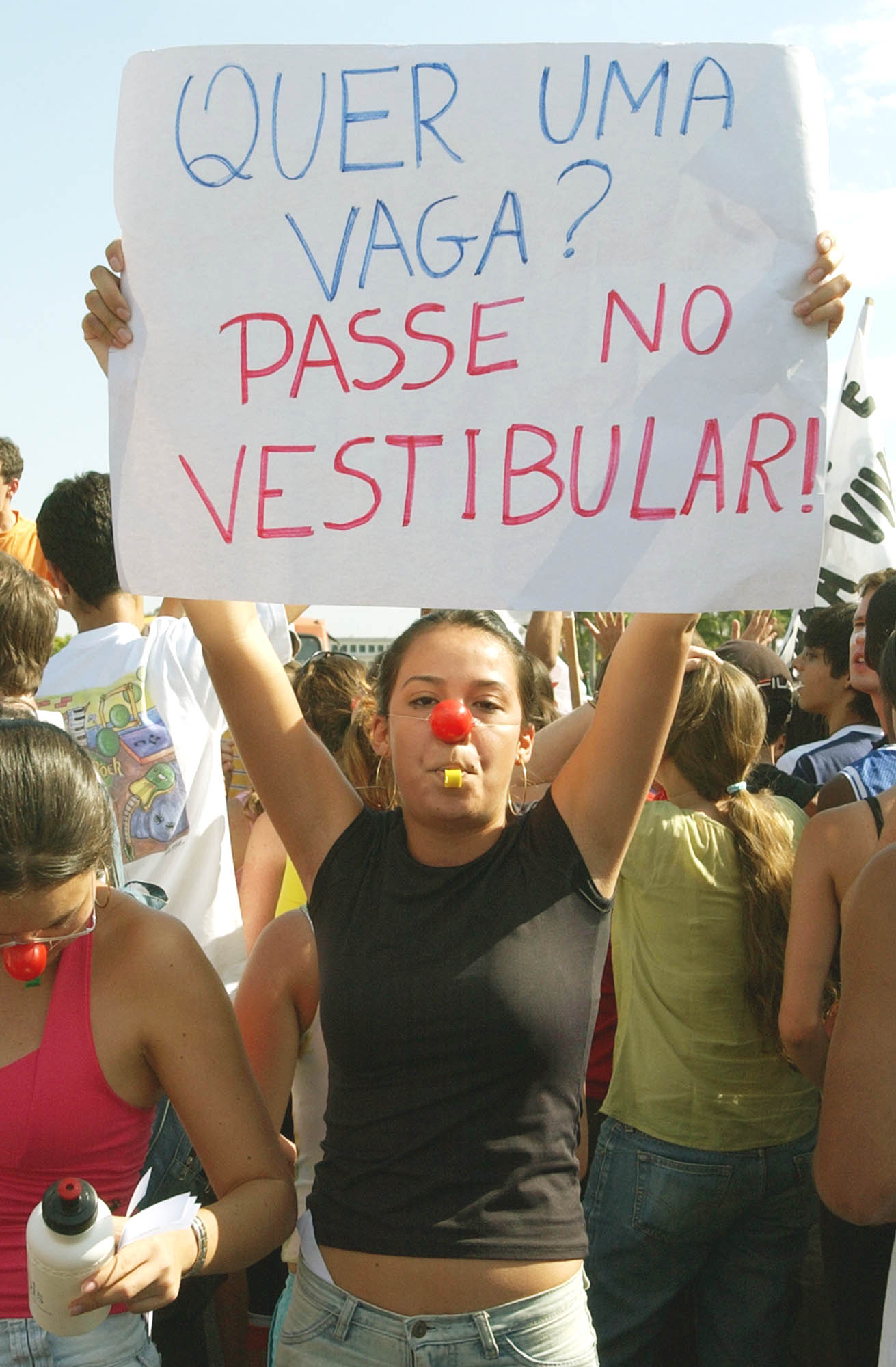
Studenții protestează împotriva cotelor rasiale în Brazilia. Semnul spune: "Vrei un post vacant? Trece vestibulara!"

Diversitatea de limbă este protejată și respectată de către majoritatea țărilor pentru valoarea diversității culturale. Cu toate acestea, oamenii sunt uneori supuși unui tratament diferit, deoarece limba lor preferată este asociată cu un anumit grup, de clasă sau categorie. Frecvent, limba preferată este doar un alt atribut de separare a unui grup etnic. Există discriminare în cazul în care nu există tratament defavorabil față de o persoană sau un grup de oameni care vorbesc o anumită limbă sau dialect.
Discriminarea de limbă este sugerată să fie etichetată linguicism sau logocism. Anti-discriminatorii fac eforturi de a acomoda persoanele care vorbesc limbi diferite sau nu pot avea o influență în țara lor cu o altă limba predominantă sau "oficială". Această protecție este bilingvismul cum ar fi documente oficiale în două limbi, și multiculturalismului în mai mult de două limbi.

## Discriminarea pe bază de vârstă
Se manifestă printr-o preferință a firmelor de a angaja cu predilecție proaspăt absolvenți, care acceptă un salariu mic în pofida volumului de muncă mare, pentru că altfel nu pot acumula experienta necesară. De asemenea, există o reticență a firmelor în a angaja persoane cu vârste peste 50, persoane despre care se consideră că s-ar acomoda mai greu valorilor firmei și despre care se știe că au așteptări mai mari din punct de vedere salarial sau sunt mai puțin interesate de a lucra ore suplimentare

## Discriminare inversă
Unele încercări de anti-discriminare au fost criticate ca discriminare inversă. În special, cotele de minoritate discriminează membri ai unui grup dominant sau majoritar. În opoziție cu preferințele sale rasiale, Ward Connerly de la Institutul American A Drepturilor Civile a declarat: "Nu este nimic pozitiv, afirmativ, sau egal" cu privire la afirmația "programe de acțiune care să acorde întâietate unor grupuri pe criterii de rasă." Există cazuri, totuși, cum ar fi Noack v. cazul YMCA din SUA Curtea a V-a, care include părtinirea categorică gen anti-masculin într-un mediu de lucru tradițional feminin, ca de exemplu cel de îngrijire a copiilor.

## Discriminare pozitivă
Măsurile care vizează un anumit grup și care urmăresc eliminarea și prevenirea discriminării sau compensarea dezavantajelor rezultate din atitudini, comportamente și structuri existente poartă denumirea de discriminare pozitivă.
Există tendința de abandonare a sintagmei discriminare pozitivă în favoarea celor de măsuri specifice sau de tratament preferențial deoarece, spre deosebire de discriminarea pozitivă, care presupune acordarea unei preferințe automate și absolute membrilor grupului minoritar, celelalte două vizează asigurarea egalității depline și efective, permițând ca aprecierea să se facă în concret, de la caz la caz.

## Discriminarea persoanelor cu handicap
Discriminarea împotriva persoanelor cu handicap în favoarea persoanelor care nu sunt se numește ableism sau disablism. Discriminarea celor cu handicap, tratează persoanele fără handicap ca standard de "viață normală", rezultate în locuri publice și private și servicii, educație și asistență socială care sunt construite pentru a servi "standard" de oameni, cu excepția celor cu diverse handicapuri.

### În lume
În Statele Unite, Legea Americanilor cu Handicap asigură egalitatea de acces la ambele clădiri și servicii și este la fel cu acte similare din alte țări, cum ar fi Legea din 2010 privind egalitatea în Marea Britanie.

### În Uniunea Europeană
- Definitions of disability in Europe: a comparative analysis: a study prepared by Brunel University for European Commission, 2002 Directorate-General for Employment and Social Affairs
- The European Union Disability Strategy europa.eu.int Concept paper on combating discrimination in Romania, Renate Weber, Bucharest, 2003
- Equal opportunities for people with disabilities: An European Action Plan, Commission of The European Communities, Bruxeles, 2003

### În România
- Manifestul dizabilității în România, Grupul de Inițiativă pentru Constituirea Consiliului Național al Dizabilității, Bucuresti, 2003
- Ordonanța de Urgență a Guvernului nr.102/1999 privind protecția specială și încadrarea în muncă a persoanelor cu handicap
- Legea nr.519 - 12/07/2002 pentru aprobarea Ordonanței de Urgență a Guvernului nr. 102/1999 privind protecția specială si încadrarea în muncă a persoanelor cu handicap

Strategia națională din 31 oct. 2002 privind protecția specială și integrarea socială a persoanelor cu handicap din România - prevede egalizarea șanselor, protecție socială (alocații de sprijin, scutiri de taxe și impozite, reduceri la transportul urban, locuințe sociale)
- Directiva Consiliului 2000/787EC stipulează de asemenea accesul pe piața muncii a persoanelor cu dizabilități.

## Convenția Națiunilor Unite privind drepturile persoanelor cu dizabilități
Convenția Națiunilor Unite privind drepturile persoanelor cu dizabilități a fost publicată în Monitorul Oficial al României (Partea I, nr.
792 din 26 noiembrie 2010) și a intrat în vigoare.
Convenția obligă părțile să se asigure că persoanele cu handicap își pot exercita drepturile pe deplin, în condiții de egalitate cu toți ceilalți cetățeni.

## Discriminarea religioasă
Discriminare religioasă este evaluarea sau tratarea unei persoane sau a unui grup diferit datorită credinței lor. De exemplu, populația creștină indigenă din Balcani (cunoscută sub numele de "rayah" sau "turma protejată") a trăit sub guvernarea Imperiului Otoman i-Rayah. Cuvântul acesta este uneori tradus ca „vite”, mai degrabă decât „turmă” sau „subiecte” pentru a sublinia statutul inferior al rayah. Creștinii au fost obligați să plătească impozite mai mari decât musulmanii, precum și forțați să plătească un impozit de sânge prin care băieți de șapte ani erau luați de la familiile lor și prin forță convertiți la islam.
În multe țări creștine au existat restricții cu privire la ocupațiile pe care evreii puteau să le profeseze, împingându-i în roluri marginale sociale considerate inferioare, cum ar fi cele fiscale, cele legate de colectarea chiriilor, de camătă, ocupații în care erau tolerați ca pe un "rău necesar". Numărul de evrei permis de ședere în diferite locuri a fost limitat, ei s-au concentrat în ghetouri și nu le-au fost permis să aibă teren propriu. Al patrulea Consiliu de la Lateran din 1215 a decretat că evreii trebuie să poarte haine distinctive.
Într-o consultare din 1979 privind această chestiune, Comisia drepturilor civile din USA definește discriminarea religioasă în ceea ce privește drepturile civile garantate de Amendamentul XIV-a Constituției Statelor Unite. Întrucât pentru libertăți civile religioase, cum ar fi dreptul de a ocupa sau nu să dețină o credință religioasă, sunt esențiale pentru libertatea de religie (în Statele Unite, garantate de Primul Amendament), discriminarea religioasă are loc atunci când cineva este refuzat la "protecție egală în fața legilor, egalitatea de statut în temeiul legii, egalitatea de tratament în administrarea justiției, și egalitatea de șanse și accesul la locuri de muncă, educație, locuințe, servicii publice și facilități, precum și loc public pentru exercitarea lor și dreptul lor la libertate religioasă. " 
Statutul fiscal-exmpet ale organizațiilor religioase discriminate față de atei sau oameni care nu cred în religii organizate.

### Discriminarea persoanelor religioase
Manifestarea discriminatorie față de persoanele care trăiesc urmând principii morale de ordin religios, principii care îi obligă uneori să afișeze simboluri religioase ostentative, care nu sunt permise la locul de muncă, sau alteori să discrimineze ei înșiși minoritățile sexuale sau religioase, de ex. un funcționar de stare civilă care refuză din motive religioase să căsătorească un cuplu homosexual într-o țară în care căsătoriile sau parteneriatele civile între homosexuali sunt legale sau un medic/psiholog care refuză din motive religioase să trateze homosexuali. Față de acești credincioși se exercită uneori presiuni, intimidări, calomnieri, insulte, limitarea libertăților religioase. Alteori sunt pur și simplu pedepsiți administrativ sau legal într-un stat de drept dintr-o societate democratică, lucru pe care Curtea Europeană a Drepturilor Omului l-a recunoscut drept corect.
Corectitudinea politică și globalizarea tind să pună presiune pe instituții, culturi și persoane să accepte în contradicție cu propriile valori morale diferite practici care lezează libertatea exercitării actelor de cult conform principiilor morale și religioase.

## Discriminarea pe baza stării de sănătate ori a vaccinării
Persoanele infectate cu HIV au fost uneori supuse discriminării. Din acest motiv s-au adoptat legi care să combată această discriminare. Art. 2 aliniat 1 din OUG 137/2000 interzice in mod explicit orice discriminare pe motiv de infectare HIV.
Odată cu răspândirea pandemiei COVID-19 s-a remarcat apariția unor discriminării impotriva persoanelor care fie erau bănuite a fi infectate cu covid-19, fie nu se vaccinaseră impotriva acestei boli. Astfel, persoane care veneau din țări considerate in "zona roșie", adică cu un număr mare de infectări cu covid-19, erau obligate să intre in carantină. De asemeni, s-a instituit in unele țări interzicerea participării la anumite activități ori pătrunderii în anumite locuri pentru persoane care nu se vaccinaseră impotriva covid-19 ori nu parcurseseră schema completă de vacinare. Președintele Klaus Iohannis a declarat ca nu poate să accepte măsuri care duc la discriminări pentru nevaccinați

## Stereotipizare și țapi ispășitori
Stereotipizarea este o formă de discriminare. Mulți oameni devin țapi ispășitori pentru problemele care nu sunt din vina lor. Acest lucru este comun atunci când două grupuri etnice defavorizate concură cu alta pentru recompense economice. Acest lucru este în mod normal, îndreptat împotriva grupurilor care sunt relativ neputincioase, pentru că ele sunt o țintă ușoară. Aceasta implică frecvent proiecție, care este atribuirea inconștientă la alții de propriile dorințe sau nevoi.

## Opis legislativ european și românesc cu privire la discriminare
- Legi privitoare la discriminare Arhivat în 1 februarie 2015, la Wayback Machine.